# Selección femenina de waterpolo de Brasil
La Selección femenina de waterpolo de Brasil es el equipo nacional que representa a Brasil en las competiciones internacionales de polo acuático para mujeres.
En el 2018 obtuvo el título en el Sudamericano que se realizó en Trujillo luego de ganar 16-3 frente a la selección venezolana.